# 东辛庄镇
东辛庄镇是中华人民共和国辽宁省葫芦岛市兴城市下辖的一个乡镇级行政单位。
此地1932年間，属兴城县东关站村；1946年为乡。1948年由中共取得，建第五区（驻东辛庄）；1956年改建东辛庄乡。1958年，与刘台子、大寨、三里桥乡合并建东辛庄公社；1961年析置东辛庄公社；1983年改东辛庄乡，1984年改东辛庄镇；1987年改称东辛庄满族镇，至2002年又復名为东辛庄镇，但继续享受民族乡待遇。

## 行政区划
东辛庄镇下辖以下地区：
东辛庄社区、东辛庄村、西辛庄村、张虎村、谷屯村、半拉堡子村、王宝村、西地村、周石村、孙岭村、南二台子村、东关站村、西关站村、胡家坟村和陈屯村。